# 富山県道30号富山港線
富山県道30号富山港線（とやまけんどう30ごう とやまこうせん）は、富山県富山市を通る県道（主要地方道）である。

## 概要
富山港と富山市の中心街を結ぶ道路で、大部分が富岩運河や富山地方鉄道富山港線と並行している。

### 路線データ
- 総延長：7,246m
- 起点：富山市岩瀬入船町 富山港
- 終点：富山市北新町 北新町交差点（国道41号交点）
- 認定年月日：1955年（昭和30年）6月23日[要出典]

## 歴史
- 1887年（明治20年）
  - 同年中 - 県道が仮決定される[1]。
  - 同年秋 - 岩瀬往来初の本格的改修が完了し、距離も64丁から60丁に短縮される[1]。
  - 10月4日 - 富山・東岩瀬間道路の土盛が成功し、通る事が許される[2]。
- 1920年（大正9年）8月 - 桜橋・東岩瀬間道路改修が富山市会で議決される[3]。
- 1931年（昭和6年）7月 - 富岩運河建設に伴い、この月から1932年までに道路が一部付け替えられる[4]。
- 1936年（昭和11年）
  - 9月 - 道路が舗装される[3]（富山県内では初[5]）。
  - 11月 - 新町・中町（現在の港町）間1,058mが舗装される[3]。
- 1941年（昭和16年）3月 - 東岩瀬線道路拡張による幅員を決定[3]。
- 1984年（昭和59年）6月 - 1日の半分も遮断し「開かずの踏切」と言われた東田地方踏切の立体交差化工事が開始、同区間が通行止めとなる[6]。
- 1987年（昭和62年）12月21日 - 東田地方踏切の立体交差化工事（延長268m、幅員27mの4車線）が完成[6]。
- 1993年（平成5年）5月11日 - 建設省から、県道富山港線が富山港線として主要地方道に指定される[7]。

なお、1890年代には街道の輸送量の増加に対処するため、街道沿いに馬車鉄道などの鉄道建設も計画されたことがあるが、北陸本線開通により計画は立ち消えとなった。

## 路線状況

### 通称
- 雪見通り（富山市）
- 富岩街道（ふがんかいどう・富山市）
富山市街と岩瀬地区を結ぶ街道であることからそれぞれの頭文字をとったもの。また、由来を同じくする富岩運河や富岩鉄道（現富山地方鉄道富山港線）が街道と並走している。

### 重複区間
- 富山県道1号富山魚津線（富山市西宮町・岩瀬西宮交差点 - 富山市西宮町・千原崎交差点）

## 地理

### 通過する自治体
- 富山市

### 交差する道路
- 富山県道1号富山魚津線（富山市西宮町・岩瀬西宮交差点）
- 国道415号・富山県道1号富山魚津線（富山市西宮町・千原崎交差点）
- 富山県道177号蓮町新庄線（富山市蓮町・蓮町交差点）
- 国道8号 富山高岡バイパス（富山市中島・中島交差点）
- 国道41号（富山市北新町・北新町交差点、終点）

### 周辺
- 富山港（伏木富山港富山地区）
- 富山港展望台
- 荻の湯温泉
- 富岩運河
- レゾナック・セラミックス
- 萩浦小学校前駅
- レゾナック・ガスプロダクツ 富山営業所
- 富山中央警察署富山北幹部交番（旧富山北警察署）
- 富山市立萩浦小学校
- 蓮町（馬場記念公園前）駅
- 富士フィルム富山化学 富山第二工場
- 蓮町公園（通称：馬場記念公園、富山高等学校 (旧制)も参照）
- 犬島新町駅
- トヨタモビリティ富山 富山みらい北
- 城川原駅
- 大阪屋ショップ城川原店
- 富山銀行中島支店
- V・drug富山中島店
- 富山中島郵便局
- 越中中島駅
- 創価学会富山文化会館
- 粟島（大阪屋ショップ前）駅
- 大阪屋ショップ粟島店
- 富山市立奥田北小学校
- 富山第一銀行下新支店
- クスリのアオキ下奥井店
- 下奥井駅
- チューリップテレビ本社演奏所
- 富山エフエム放送本社演奏場
- ウエルシア富山奥田店
- 奥田公園
- 富山市立奥田小学校
- 奥田中学校前駅
- 北陸銀行奥田支店
- 龍谷富山高等学校
- 日本海ガス本社
- トヨタモビリティ富山本社
- 富山市立柳町小学校
- 大阪屋ショップ北新町店